# Frans Louis Wiemans
Frans (Louis) Wiemans, né le 13 janvier 1889 à Batavia (actuellement Jakarta) en Indonésie et mort le 13 février 1935 à Bandung, est un compositeur, pianiste, organiste, violoniste et ingénieur indonésien.

## Biographie
Né dans une famille de musiciens en Indonésie (alors une colonie néerlandaise), il reçoit à partir de l'âge de cinq ans les cours de piano de sa tante. Il prendra également des cours de violon par la suite. Malgré les dispositions exceptionnelles qu'il manifestait pour la musique, son père le contraint à mener des études à l'université de technologie de Delft. Une fois diplômé, Wiemans entreprend une carrière comme ingénieur en construction en Indonésie. Continuant de pratiquer le piano parallèlement, il se produit régulièrement lors de divers récitals.
En 1921, il décide d'opter pour une carrière musicale, donnant un terme à sa fonction d'ingénieur. Il entame alors des études pianistiques auprès de Ferruccio Busoni à Berlin, puis avec son élève Egon Petri après la mort de ce dernier. Il prit également des leçons de composition auprès de Philipp Jarnach, un autre élève protégé de Busoni.

En 1924, Wiemans s'installe à La Haye et entreprend dès lors une carrière de concertiste.
Attiré par son pays natal, Wiemans retourne en Indonésie en 1931 et s'établit à Bandung. Travaillant comme professeur de piano, il crée l'école indonésienne de piano. Il réalise par ailleurs une étude de la musique de gamelan javanais et fonde la « Société pour le développement de la musique en Indonésie ».
Une blessure à la main oblige Wiemans à interrompre sa carrière pianistique. Il tente de se reconvertir comme chef d'orchestre, mais sans succès.
Une erreur médicale cause sa mort prématurée en 1935.

## Œuvres

### Œuvres publiées
- Lied op. 2 pour soprano et piano, poème de Théophile Gautier (Berlin, août 1922). Berlin : Raabe & Plothow
- Drie Wijzangen (Trois Chants de l'Offrande lyrique), pour soprano et piano, sur des poèmes de Rabindranath Tagore extraits du recueil Gitanjali (L’Offrande lyrique), donnés en double traduction allemande et néerlandaise (Berlin, 1923). Hagen : Van Eck & Coin (1925)

Les trois Wijzangen furent créés en 1926 par la chanteuse danoise Brigitt Engel. La revue hollandaise "Het Vaderland" du 26 juillet 1925 considéra que le compositeur y faisait preuve d'un « sens aigu de la beauté de la musique de gamelan, enrichissant fabuleusement ses harmonies, rythmes et couleurs ».
Le lied, composé en 1922, représente l'un de ses premiers essais en composition. A la croisée de multiples influences tant françaises (langue des annotations, précision et raffinement de l'écriture, harmonies) qu'allemandes (le langage présente une proximité avec l'expressionnisme d'un Richard Strauss par exemple), il s'en dégage un foisonnement et une originalité rares.
Il existe un enregistrement de deux des trois Wijzangen par Renate Arends (soprano) & Henk Mak van Dijk (piano), extrait du CD accompagnant le livre De oostenwind golft naar het westen publié par le Nederlands Muziek Instituut.

### Œuvres inédites
- Quatuor oriental pour quatuor à cordes.
- Variations sur un thème de Haendel pour orgue.
- Impressions de voyage, étude de quintes pour piano.

## Sources
- (en + nl) Nederlands Muziek Instituut
- (en) Wiemans Frans Wiemans sur Composers-classical-music.com